# Карл Пірсон
Карл Пірсон (англ. Karl (Carl) Pearson; 27 березня 1857, Лондон — 27 квітня 1936, там само) — англійський математик, статистик, біолог та філософ; один із засновників математичної статистики. Автор більш ніж 650 опублікованих наукових робіт.

## Біографія
Народився в сім'ї адвоката. Закінчив Кембриджський університет в 1875 році. Згодом вивчав фізику у Гейдельберзькому та Берлінському університетах. З 1884 по 1911 роки — професор прикладної математики і механіки Лондонського університету, з 1911 — директор Лабораторії євгеніки Лондонського університету, заслужений професор.
В 1896 році був вибраний членом Королівського товариства, в 1898 році був нагороджений Медаллю Дарвіна. В 1900 заснував журнал «Biometrika», який був присвячений застосовуванню статичних методів в біології.
Опублікував ряд фундаментальних праць по математичній статистиці (більш 400 робіт). Розробив теорію кореляції, критерії узгодженості, алгоритм прийняття рішень з оцінки параметрів. З його іменем пов'язані такі широко використовувані терміни та методи, як:
- Криві Пірсона
- Розподіл Пірсона
- Критерій узгодженості Пірсона (критерій хі-квадрат)
- Коефіцієнт кореляції Пірсона та кореляційний аналіз
- Рангова кореляція
- Множинна регресія
- Коефіцієнт варіації
- Нормальний розподіл

та багато інших.
Пірсон багато зусиль приклав для застосування своїх відкриттів в прикладних областях, передусім в біології, євгеніці, медицині. Ряд робіт відносяться до філософії та до історії науки. Відомим продовжувачем його робіт по прикладній математиці став Рональд Ейлмер Фішер.

## Праці
- The New Werther (1880)
- The Trinity, A Nineteenth Century Passion Play (1882)
- Die Fronica (1887)
- The Ethic of Freethought (1886)
- The Grammar of Science (1892), Dover Publications 2004 edition, ISBN 0-486-49581-7. Русский перевод: Пирсон К. Грамматика науки. СПб.: Шиповник, 1911.
- On the dissection of asymmetrical frequency curves (1894)
- Skew variation in homogeneous material (1895)
- Regression, heredity and panmixia (1896)
- On the criterion that a given system of deviations from the probable in the case of a correlated system of variables is such that it can be reasonably supposed to hove arisen from random sampling (1900)
- Tables for Statisticians and Biometricians (1914)
- Tables of Incomplete Beta Function (1934). Русский перевод: Пирсон К. Таблицы неполной Г-функции. М.: ВЦ АН СССР, 1974.
- The life, letters and labours of Francis Galton (3 vol.: 1914, 1924, 1930).